# Eois cressigenes
Eois cressigenes là một loài bướm đêm trong họ Geometridae.